# Frohes Fest
Frohes Fest (alemán: «Fiestas Felices») es el segundo álbum de estudio del grupo alemán de gothic rock Unheilig. Fue publicado en 2002 en dos versiones, una edición normal de un disco y una edición limitada de dos discos (la cual incluye el EP Tannenbaum como disco de bono). En el álbum se interpretan muchas canciones alemanas tradicionales de Navidad, incluyendo la popular O Tannenbaum y Stille Nacht heilige Nacht.

## Lista de pistas
Disco Frohes Fest:
1. «Sternzeit (1. Strophe)» («Tiempo sideral [verso uno]») - 2:13

2. «Kling Glöckchen klingelingeling» («Ring, campanilla, ringalingaling») - 4:11

3. «Leise rieselt der Schnee» («La nieve cae suave a la noche») - 5:09

4. «O Tannenbaum» («Oh árbol de Navidad») - 4:32

5. «Sternzeit (2. Strophe)» («Tiempo sideral [verso dos]») - 1:28

6. «Süßer die Glocken nie klingen» («Más dulce las campanas nunca suenan») - 5:23

7. «Als ich bei meinen Schafen wacht» («Mientras vigilo mis ovejas») - 5:56

8. «Vollendung» («Perfección») - 3:58

9. «Morgen kommt der Weihnachtsmann» («Santa Claus viene mañana») - 5:03

10. «Sternzeit (3. Strophe)» («Tiempo sideral [verso tres]») - 1:30

11. «Schneeflöckchen Weißröckchen» («Copos de nieve, faldas blancas») - 5:29

12. «Still still still» («Callado callado challado») - 6:36

13. «Ihr Kinderlein kommet» («El niño pequeño viene») - 6:06

14. «Stille Nacht heilige Nacht» («Noche de paz, noche de amor») - 7:00

15. «Sternzeit (4. Strophe)» («Tiempo sideral [verso cuatro]») - 3:42

Disco Tannenbaum EP:
1. «O Tannenbaum [single edit]» - 3:37

2. «O Tannenbaum [toxic radio edit]» - 3:14

3. «Vorweihnachtszeit» («Tiempo prenavideño») - 4:09

4. «O Tannenbaum [Der Graf club edit]» - 6:23

5. «Knecht Ruprecht» - 5:15

6. «O Tannebaum [toxic club remix]» - 6:02

7. «Weihnachtszeit» («Tiempo de Navidad») - 2:43

- Datos: Q931916